# Отел Сен Базил
Отел Сен Базил (фр. Autels-Saint-Bazile) насеље је и општина у северној Француској у региону Доња Нормандија, у департману Калвадос која припада префектури Лисје.
По подацима из 2011. године у општини је живело 49 становника, а густина насељености је износила 8,86 становника/km². Општина се простире на површини од 5,53 km². Налази се на средњој надморској висини од 176 метара (максималној 226 m, а минималној 81 m).

## Демографија
| 1962. | 1968. | 1975. | 1982. | 1990. | 1999. | 2011. |
| ----- | ----- | ----- | ----- | ----- | ----- | ----- |
| 85    | 95    | 72    | 63    | 52    | 51    | 49    |

График промене броја становника у току последњих година